# Mount Charleston
Mount Charleston és una concentració de població designada pel cens dels Estats Units a l'estat de Nevada. Segons el cens del 2000 tenia 285 habitants.

## Demografia
Segons el cens del 2000, Mount Charleston tenia 285 habitants, 133 habitatges, i 80 famílies La densitat de població era de 3,75 habitants per km².
Dels 133 habitatges en un 18,0% hi vivien nens de menys de 18 anys, en un 52,6% hi vivien parelles casades, en un 4,5% dones solteres, i en un 39,8% no eren unitats familiars. En el 29,3% dels habitatges hi vivien persones soles el 2,3% de les quals corresponia a persones de 65 anys o més que vivien soles. El nombre mitjà de persones vivint en cada habitatge era de 2,14 i el nombre mitjà de persones que vivien en cada família era de 2,69.
Per edats la població es repartia de la següent manera: un 15,8% tenia menys de 18 anys, un 3,9% entre 18 i 24, un 21,7% entre 25 i 44, un 45,3% de 45 a 64 i un 13,3% 65 anys o més.
L'edat mediana era de 48,8 anys. Per cada 100 dones hi havia 119,23 homes. Per cada 100 dones de 18 o més anys hi havia 124,3 homes.
La renda mediana per habitatge era de 63.125 $ i la renda mediana per família de 67.625 $. Els homes tenien una renda mediana de 75.471 $ mentre que les dones 35.938 $. La renda per capita de la població era de 38.821 $. Aproximadament el 0,0% de les famílies i el 0,0% de la població estaven per davall del llindar de pobresa.

## Poblacions més properes
El següent diagrama mostra les poblacions més properes.